# John Nolan
John Nolan (Londra, 22 maggio 1938) è un attore britannico.

## Biografia
Nato a Londra il 22 maggio 1938, è un attore inglese. È principalmente conosciuto per il ruolo di Douglas Fredericks, un membro del consiglio d'amministrazione della Wayne Enterprises nei film Batman Begins e Il cavaliere oscuro - Il ritorno e di John Greer, uno dei principali antagonisti della serie televisiva Person of Interest.

## Vita privata
È sposato con Kim Hartman dal 1975, da cui ha avuto tre figli. È inoltre lo zio dei registi Christopher e Jonathan Nolan.

## Filmografia

### Cinema
- Bequest to the Nation, regia di James Cellan Jones (1973)
- Delirium House - La casa del delirio (Terror), regia di Norman J. Warren (1978)
- Il mondo di una cover girl (The World Is Full of Married Men), regia di Robert Young (1979)
- Following, regia di Christopher Nolan (1998)
- Batman Begins, regia di Christopher Nolan (2005)
- Il cavaliere oscuro - Il ritorno (The Dark Knight Rises), regia di Christopher Nolan (2012)
- Dunkirk, regia di Christopher Nolan (2017)

### Televisione
- Il prigioniero  (The Prisoner) – serie TV, episodio 1x12 (1968)
- ITV Playhouse – serie TV, episodi 1x15-12x07 (1968-1980)
- Hadleigh – serie TV, episodio 1x05 (1969)
- Adam Strange (Strange Report) – serie TV, episodio 1x05 (1969)
- Daniel Deronda – miniserie TV, 6 episodi (1970)
- Doomwatch – serie TV, 10 episodi (1970-1971)
- Shabby Tiger – miniserie TV, 7 episodi (1973)
- Thriller – serie TV, episodio 3x04 (1974)
- Marked Personal – serie TV, episodi 1x51-1x52 (1974)
- L'ispettore Regan (The Sweeney) – serie TV, episodio 1x09 (1975)
- Six Days of Justice – serie TV, episodio 4x02 (1975)
- Dickens of London – miniserie TV, episodio 1x05 (1976)
- Crown Court – serie TV, episodio 6x31 (1977)
- ITV Sunday Night Drama – serie TV, episodio 2x12 (1977)
- 1990 – serie TV, episodio 2x01 (1978)
- Target – serie TV, episodio 2x06 (1978)
- Il ritorno di Simon Templar (Return of the Saint) – serie TV, episodio 1x18 (1979)
- Nemico alla porta (Enemy at the Door) – serie TV, episodio 2x12 (1980)
- Masterpiece Theatre – serie TV, episodio 31x01 (2001)
- Testimoni silenziosi (Silent Witness) – serie TV, episodio 7x01 (2003)
- Person of Interest – serie TV, 28 episodi (2013-2016)
- Dune: Prophecy – serie TV, episodio 1x04 (2024)

## Doppiatori italiani
Nelle versioni in italiano dei suoi film, John Nolan è stato doppiato da:
- Emidio La Vella in Batman Begins
- Oliviero Dinelli in Il cavaliere oscuro - Il ritorno
- Carlo Reali in Person of Interest